# ۱۹۸ (میلادی)
۱۹۸ (میلادی) صد و نود و هشتمین سال تقویم میلادی است.

## درگذشتگان
‎